# Лоренцо Лото
Лоренцо Лото (итал. Lorenzo Lotto; 1480, Венеција—1556/1557, Лорето) био је италијански сликар и илустратор. Традиционално се сматра уметником венецијанске школе сликарства, иако је већи део живота провео у другим градовима на северу Италије (Бергамо, регион Марке). Сликао је олтарске и религијске слике и портрете. Његов стил припада високој ренесанси. Неке карактеристике његовог сликарства (необичне позе и дисторзије) указују на прелаз ка стилу маниризма. 

## Галерија
- Алегорија врлина и порока (1505)
- Покајање Светог Јеронима (1509)
- Олтар Сан Бернардино (1521)
- Свети Никола у слави (1527-1529)
- Света Луција пред судијом (1532)
- Портрет даме у одећи Лукреције (1533)
- Благовести из Реканатија (1534)
- Свети Антоније дели милостињу (1540-1542)